# 모모타카촌
모모타카촌(百高村)은 일본 아이치현 가이토군에 설치되었던 촌이다. 현재의 쓰시마시의 일부에 해당한다.